# Terry Dennis
Pour les articles homonymes, voir Dennis.
Terry Dennis est un homme politique provincial canadien de la Saskatchewan. Il représente la circonscription de Canora-Pelly à titre de député du Parti saskatchewanais de 1999 à 2024.

## Biographie
Précédemment à son entrée en politique provinciale, Dennis sert comme conseiller municipal et ensuite maire de la ville de Canora pendant 14 ans. Homme d'affaires, il opère Denni's Food, une épicerie propriété de la famille de 1947 à 2016,. Il est appréhendé et accusé de conduite avec les facultés affaiblies en 1979 et en 2001, alors qu'il entame son premier mandat comme maire.
En octobre 2023, il perd la nomination lors de l'investiture pour les élections générales de 2024 au profit de Sean Wilson (en).